# Frode Sørensen
Frode Otto Sørensen (8 de fevereiro de 1912 — 1 de agosto de 1980) foi um ciclista de estrada dinamarquês.
Sørensen foi um dos atletas que representou a Dinamarca nos Jogos Olímpicos de Verão de 1932 e de 1936, conquistando uma medalha de prata em 1932 na prova de estrada por equipes.